# TRAIL
TRAIL, TNF-srodni apoptoza-indukujući ligand, je protein koji funkcioniše kao ligand koji indukuje proces ćelijske smrti (apoptozu). TRAIL je takođe naziva CD253 (klaster diferencijacije 253).

## Gen
Kod ljudi, gen koji kodira TRAIL je lociran na hromozomu 3q26. On nije u blizini drugih članova TNF familije. Genomska struktura TRAIL gena se sastoji od približno 20 kb i formirana je od pet eksonskih segmenata 222, 138, 42, 106, i 1245 nukleotida i četiri introna sa približno 8.2, 3.2, 2.3 i 2.3 kb. TRAIL genu nedostaju TATA i CAAT kutije, i promotorski region sadrži putativne response elemente za GATA, AP-1, C/EBP, SP-1, OCT-1, AP3, PEA3, CF-1, i ISRE.

## Struktura
pokazuje homologiju sa drugim članovima faktor nekroze tumora superfamilije. On se sastoji od 281 aminokiseline i ima karakteristike tipa II transmembranskog proteina (i.e. nema vodeću sekvencu i unutrašnji transmembranski domen). N-terminalni citoplazmatični domen nije konzerviran među članovima familije. U kontrastu s njim, C-terminalni ekstracelularni domen je konzerviran i može biti proteolitički odsečen sa ćelijske površine. TRAIL formira homotrimer koji vezuje tri molekula receptora.

## Funkcija
se vezuje za receptore smrti DR4 (TRAIL-RI) i DR5 (TRAIL-RII). Proces apoptoze je zavistan od kaspaze-8. Kaspaza-8 aktivira nizvodne efektorske kaspaze uključujući prokaspaze-3, -6, i -7, što dovodi do aktivacije specifičnih kinaza. TRAIL se takođe vezuje za receptore DcR1 i DcR2, koji ne sadrže citoplazmatični domen (DcR1), ili koji imaju skraćeni domen smrti (DcR2). DcR1 funkcioniše kao TRAIL-neutrališući mamac-receptor. Citoplazmatični DcR2 domen je funkcionalan i aktivira NFkapaB. U ćelijama koje izražavaju DcR2, TRAIL vezivanje aktivira NFkapaB, što dovodi do transkripcije gena za koje se zna da antagoniziraju signalni put smrti i/ili da promovišu inflamaciju.

## Interakcije
Za TRAIL je bilo pokazano da interaguje sa TNFRSF10B.

## Literatura
- Wiley S, Schooley K, Smolak P, Din W, Huang C, Nicholl J, Sutherland G, Smith T, Rauch C, Smith C (1995). „Identification and characterization of a new member of the TNF family that induces apoptosis”. Immunity. 3 (6): 673—82. PMID 8777713. doi:10.1016/1074-7613(95)90057-8.
- Almasan A, Ashkenazi A (2004). „Apo2L/TRAIL: apoptosis signaling, biology, and potential for cancer therapy.”. Cytokine Growth Factor Rev. 14 (3-4): 337—48. PMID 12787570. doi:10.1016/S1359-6101(03)00029-7.
- Cha SS, Song YL, Oh BH (2004). „Specificity of molecular recognition learned from the crystal structures of TRAIL and the TRAIL:sDR5 complex.”. Vitam. Horm. 67: 1—17. PMID 15110168. doi:10.1016/S0083-6729(04)67001-4.
- Song C, Jin B (2005). „TRAIL (CD253), a new member of the TNF superfamily.”. J. Biol. Regul. Homeost. Agents. 19 (1-2): 73—7. PMID 16178278.
- Bucur O, Ray S, Bucur MC, Almasan A (2006). „APO2 ligand/tumor necrosis factor-related apoptosis-inducing ligand in prostate cancer therapy.”. Front. Biosci. 11: 1549—68. PMID 16368536. doi:10.2741/1903.

## Spoljašnje veze
- Apoptoza, Trail & Kaspaze 8 - Mapa proteolize-animacija
- : 1D2Q
- TRAIL+Protein на 